# Chah-e Amiq Mohandas Quami
Chah-e Amiq Mohandas Quami (em persa: چاه عميق مهندس قوامي, também romanizada como Chāh-e ʿAmīq Mohandas Qūāmī) é uma aldeia do distrito rural de Mehrabad, no condado de Abarkuh, da província de Yazd, Irã.